# Frank Alvord Perret
Pour les articles homonymes, voir Alvord et Perret.
Frank Alvord Perret, né à Philadelphie en 1867 et mort à New York le 12 janvier 1943, est un ingénieur, inventeur et volcanologue américain.
En 1904, il quitte les États-Unis pour l'Europe et s'installe à Naples. Le professeur Raffaele Matteucci le convainc de devenir son assistant à l'Observatoire du Vésuve. Il assiste à l'éruption du Vésuve de 1906, durant laquelle il rédige un grand nombre de notes, prend de nombreuses photographies et vient en aide à la population, ce qui lui vaut les hommages du roi.
Après les évènements, il reste 15 ans à Naples, mais voyage beaucoup et assiste à l'éruption de l'Etna en 1910 puis étudie les îles Éoliennes en 1911. Il fonde the Volcano Observatory sur la caldeira du Kīlauea. Au Japon, il assiste à l'éruption du Sakurajima et en Martinique à celle de la montagne Pelée (1929-1932) où il fonde également quelques années plus tard un observatoire.
Gravement malade du cœur, il retourne finalement dans son pays natal en 1940 où il meurt d'une crise cardiaque deux ans et demi plus tard. Un musée de Martinique a été baptisé en son honneur, avec le prénom déformé : Musée Franck-A.-Perret.